# Kim A-lang
Kim A-lang (* 22. August 1995 in Jeonju) ist eine südkoreanische Shorttrackerin.

## Werdegang
Kim A-lang begann im Grundschulalter mit dem Shorttrack. In ihrem ersten Mittelschuljahr erkannte ein Trainer aus Seoul ihr Talent und überzeugte sie, in die Hauptstadt zu wechseln. Allerdings kehrte sie nach einiger Zeit nach Jeonju zurück.

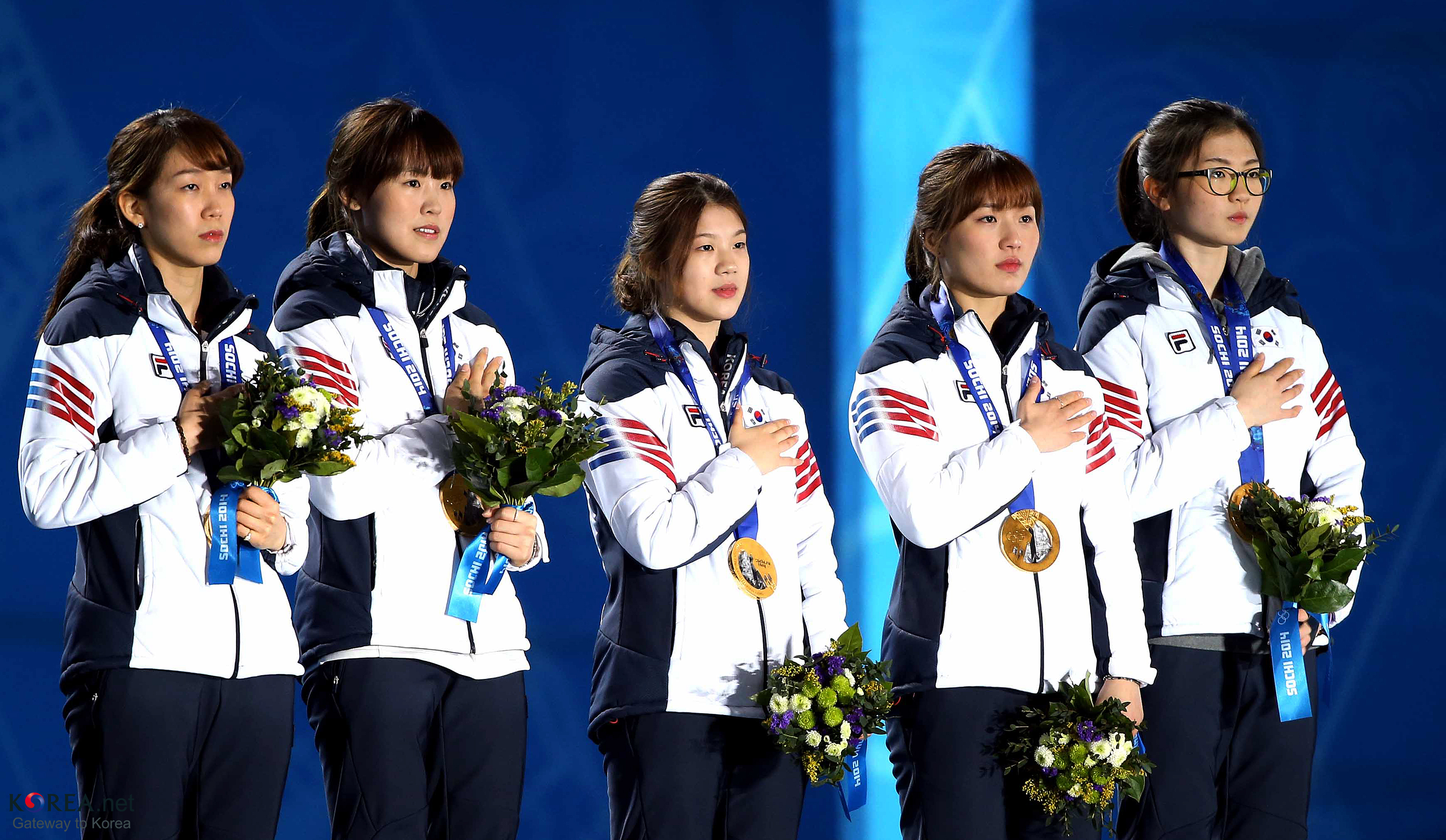
Kim A-lang (zweite von links) mit ihren Teamkolleginnen Cho Ha-ri, Kong Sang-jeong, Park Seung-hi und Shim Suk-hee bei der Medaillenzeremonie der Olympischen Spiele 2014 in Sotschi.

Im Dezember 2012 konnte sie sich erstmals für die Juniorinnennationalauswahl qualifizieren. Kim gewann 2013 bei den Shorttrack-Juniorenweltmeisterschaften in Warschau zwei Gold- und zwei Silbermedaillen. Bei den Olympischen Winterspielen 2014 in Sotschi gelangte sie bei der Distanz über 1500 m in die A-Finalrunde, bekam jedoch eine Strafe und landete in der Endwertung auf dem 13. Platz. Mit der Staffel holte sie die Goldmedaille. Bei der WM 2014 in Montreal gewann sie die Silbermedaille über 1500 m. Im Weltcup debütierte sie zu Beginn der Saison 2013/14 in Shanghai. Dabei belegte sie über 1000 m und 1500 m jeweils den zweiten Platz. Mit der Staffel über 3000 m holte sie ihren ersten Weltcupsieg. Im weiteren Saisonverlauf erreichte sie sieben Podestplatzierungen darunter drei Siege. Die Saison beendete sie im Weltcup über 1000 m und im Weltcup über 1500 m jeweils auf dem zweiten Platz. In der folgenden Saison kam sie im Weltcup achtmal aufs Podium, davon dreimal auf den ersten Platz und errang damit den achten Platz im Weltcup über 1500 m und den sechsten Platz im Weltcup über 1000 m. Bei der Winter-Universiade 2015 in Granada holte sie die Silbermedaille mit der Staffel und jeweils die Goldmedaille über 1000 m und 1500 m. Im März 2015 gewann sie bei den Weltmeisterschaften in Moskau Bronze über 3000 m und Gold mit der Staffel über 3000 m.
In der Saison 2015/16 siegte Kim im Weltcup viermal mit der Staffel. Zudem errang sie über 1500 m dreimal und über 1000 m einmal den dritten Platz und erreichte damit abschließend den fünften Platz im Weltcup über 1500 m. Beim Saisonhöhepunkt den Weltmeisterschaften 2016 in Seoul holte sie die Goldmedaille mit der Staffel. Im folgenden Jahr gewann sie bei der Winter-Universiade in Almaty die Bronzemedaille über 500 m, die Silbermedaille über 1500 m und die Goldmedaille mit der Staffel. In der Saison 2017/18 belegte sie mit vier Top-Zehn-Platzierungen im Weltcupeinzel den sechsten Platz im Weltcup über 1500 m. Mit der Staffel triumphierte sie in Budapest und errang in Dordrecht den zweiten und in Seoul den dritten Platz. Bei den Olympischen Winterspielen 2018 in Pyeongchang holte sie mit der Staffel die Goldmedaille. Im März 2018 gewann sie bei den Weltmeisterschaften in Montreal die Bronzemedaille über 3000 m und die Goldmedaille mit der Staffel. Bei der Winter-Universiade 2019 in Krasnojarsk gewann sie über 1000 m und 1500 m jeweils die Goldmedaille.
In der Saison 2019/20 siegte Kim im Weltcup in Nagoya mit der Mixed-Staffel und in Shanghai über 1500 m. Zudem kam sie in Salt Lake City auf den dritten Platz mit der Mixed-Staffel und auf den zweiten Rang mit der Staffel und errang damit den siebten Platz im Weltcup über 1500 m. Bei den Vier-Kontinente-Meisterschaften 2020 in Montreal gewann sie über 1000 m die Bronzemedaille und mit der Staffel die Goldmedaille.
Am 19. April 2024 wurde Kim in das Sportlerkomitee der südkoreanischen Anti-Doping-Behörde KADA berufen.

## Ehrungen (Auswahl)
- 2022: Fahnenträger der Olympischen Winterspiele 2022
- 2019: Best Female Athlete award bei FISU.[7]

## Weltcupsiege

### Weltcupsiege im Einzel
| Nr. | Datum            | Ort      | Disziplin |
| --- | ---------------- | -------- | --------- |
| 1.  | 5. Oktober 2013  | Seoul    | 1500 m    |
| 2.  | 7. Februar 2015  | Dresden  | 1000 m    |
| 3.  | 7. Dezember 2019 | Shanghai | 1500 m    |

### Weltcupsiege im Team
| Nr. | Datum              | Ort              |
| --- | ------------------ | ---------------- |
| 1.  | 29. September 2013 | Shanghai 1       |
| 2.  | 6. Oktober 2013    | Seoul 1          |
| 3.  | 10. November 2013  | Turin 1          |
| 4.  | 9. November 2014   | Salt Lake City 2 |
| 5.  | 14. Dezember 2014  | Shanghai 3       |
| 6.  | 1. November 2015   | Montreal 4       |
| 7.  | 8. November 2015   | Toronto 5        |
| 8.  | 6. Dezember 2015   | Nagoya 5         |
| 9.  | 13. Dezember 2015  | Shanghai 5       |
| 10. | 1. Oktober 2017    | Budapest 6       |
| 11. | 30. November 2019  | Nagoya 7         |

## Persönliche Bestzeiten
- 500 m: 43,293 s (aufgestellt am 15. März 2014 in Montreal)
- 1000 m: 1:29,212 min (aufgestellt am 22. Februar 2018 in Gangneung)
- 1500 m: 2:19,532 min (aufgestellt am 28. September 2013 in Shanghai)
- 3000 m: 4:54,471 min (aufgestellt am 16. März 2014 in Montreal)